# フェイスブレイカー
フェイスブレイカー (Facebreaker)は、スウェーデンのデスラッシュバンド。

## 略歴
1999年にスウェーデン南東部のフィンスポングで結成。初期メンバーは、ロバート・カールソン (Vo)、ヤンネ・イーヴァション (G)、ヤノス・スジャルト (G)、ヨナス・マグナソン (B)、ミカエル・ヴァスホルム (Ds)の5名。ロバートはエッジ・オブ・サニティ (Edge of Sanity)に参加経験があり、アルバム1枚に参加していた。また、ヨナスとミカエルはアッシズ (Ashes)というバンドで同僚で、アルバムにも参加経験がある。2000年に1stデモ『Use Your Fist』をリリース。
デモテープリリース後、ヤノス・スジャルトが脱退、ミカ・ラグレン (G)が加入した。またこの時期に、ロバートはソーラー・ドーンやインキャパシティに参加している。その後、イギリスのインディペンデント・レーベルのレイジ・オヴ・アキレスと契約。2003年に、シングル『Hate & Anger』をリリースした。その後、ヨナス・キェルグレンをプロデューサーに迎え、アルバムを制作。2004年に1stアルバム『Bloodred Hell』をリリースした。しかし、これから間もなく、所属レーベルのレイジ・オヴ・アキレスが倒産してしまう。これを受けて、シンガポールのパルヴァライズド・レコードに移籍。2008年に2ndアルバム『Dead, Rotten and Hungry』をリリース。同年には、ロバートはクリスチャン・アルヴェスタムの脱退したスカー・シンメトリーに加入している。また、パルヴァライズド・レコードからもアルバム1枚で離脱し、ドイツのレーベル・サイクロン・エンパイアに移籍。
2010年に3rdアルバム『Infected』をリリース。2011年には、ギタリストのミカ・ラグレンがスウェーデンのベテラン・デスメタルバンドのグレイヴに加入している。2012年にEP『Zombie God』、2013年に4thアルバム『Dedicated to the Flesh』をリリースした。2014年になって、時間的な問題からミカ・ラグレンが脱退した。脱退から1か月後、新ギタリストにリカルド・ベンドレル (G)が加入した。2018年、リカルド・ベンドレルが脱退。脱退の理由として時間的問題と優先順位の問題を挙げており、ベンドレルはツォルンハイムの活動に注力すると述べている。

## メンバー

### 現メンバー
- ロベルト・"ロバン"・カールソン (Roberth "Robban" Karlsson) - ボーカル
スカー・シンメトリー、エッジ・オブ・サニティ、インキャパシティ、ソーラー・ドーン、デヴィアン、トーメンテッド、ゾンビファイド、Pan.Thy.Monium、Aktiv Dödshjälpなどでも活動している。
- ヤンネ・イーヴァション (Janne Ivarsson) - ギター
- ヨナス・"ヨンテ"・マグナソン (Jonas "Jonte" Magnusson) - ベース、ボーカル
アッシズでも活動。
- ミカエル・"クニーヴン"・ヴァスホルム (Mikael "Kniven" Wassholm) - ドラムス
アッシズでも活動。

### 旧メンバー
- ヤノス・スジャルト (Janos Szijarto) - ギター
- ミカ・ラグレン (Mika Lagrén) - ギター
グレイヴでも活動。
- リカルド・ベンドレル (Richard Bendler) - ギター

## ディスコグラフィー
- 2000年 Use Your Fist (Demo)
- 2003年 Hate & Anger (Single)
- 2004年 Bloodred Hell
- 2008年 Dead, Rotten and Hungry
- 2010年 Infected
- 2012年 Zombie God (EP)
- 2013年 Dedicated to the Flesh